# كشف الأسرار
كشف الأسرار هو كتاب محتوياته سياسية، عقائدية واجتماعية، الّفه المرجع الشيعي روح الله الموسوي الخميني عام 1944م في اوائل الاربعينيات - أي بعد عامين من عزل رضا شاه من السلطة - باللغة الفارسية، رداً على كتاب أسرار ألف عام تأليف علي أكبر حكمي زاده.
قد واجه الكتاب استقبالاً كبيراً وطبع مراراً. وكانت الطبعة الأولى عام 1944م والثانية عام 1948م في دار مكتبة العلمية الإسلامية بطهران. يقع الكتاب في 334 صفحة. وصدرت ترجمته الصحيحة عام 2000م في دار مكتبة الفقيه، الكويت، ودار المحجة البيضاء، لبنان.

## سبب التأليف
سنة 1944م الّف علي أكبر حكمي زاده رسالةً باسم أسرار ألف عام وهي رسالة في 38 صفحة، هاجم فيها مذهب التشيع والعقائد والأعمال الشيعية، مستفيداً من آراء الوهابية ومدافعاً عن سياسات الملك رضا شاه ضد العلماء.
ففي الوقت الذي كان البلد في حالة الاختناق السياسي لم يجرؤ أحد من الردِّ عليه ولكن لم يسكت الخميني على هذه الرسالة، فقد أوقف درسه فترة وبادر إلى تأليف كتاب كشف الأسرار رداً عليه، رغم أنه كان يعاني من مرض في عينيه ، وكان يؤكد على السعي للعمل بالتكليف ولا أن يتعلق الإنسان بعمل واحد خاص.

## محتوى الكتاب
كشف الأسرار كتاب سياسي، عقائدي واجتماعي، ردَّ فيه الخميني على الشبهات المثارة ضد الدين والعلماء الشيعة. وقد برهن ذلك استناداً للحقائق التاريخية، وضمن استعراض ونقد آراء فلاسفة اليونان القديمة، والفلاسفة الإسلاميين والغربيين المعاصرين، مؤكداً على حقانية التشيع الذي نهض به العلماء المسلمون. وتناول الكتاب فكرة الحكومة الإسلامية وولاية الفقيه في عصر غيبة الإمام الثاني عشر للشيعة، وفضح السياسات المعادية للدين التي مارسها رضا شاه وجماعته آنذاك.
يحتوي الكتاب على ستة مقالات. مقالة في التوحيد الذي يرد فيه على الشبهات الصادرة على الشيعة من قبل الوهابيين، ومقالة في الإمامة يبين فيها حقانية المذهب الشيعي، ومقالة في العلماء ومقالة في الحكومة يبيّن فيها نظرية ولاية الفقيه بشكل مجمل ومقالة في القانون يبين فيها الإسلام دين الله الأبدي ومقالة في الحديث.
لقد كان الخميني دائماً مدافعاً عن حفظ وحدة المسلمين، ولكنه كان في نفس الوقت يواجه أي تهجم على المذهب الشيعي بجدية ويدافع عن حقانيته، وكتاب كشف الأسرار يندرج في هذا الإطار.

## ترجمته
في عام 1987م، قام محمد البنداري بترجمة الكتاب إلى العربية، وقد صدرت النسخة المعربة في الأردن عن دار عمار للطباعة والنشر في 344 صفحة، وهي كانت ترجمة غير صحيحة ومحرفة، وقامت على إثر هذه الترجمة المحرفة للكتاب أصداء معادية موجهة لمذهب التشيع عامة ولصاحب الكتاب خاصة.
فقام الدكتور إبراهيم الدسوقي شتا رئيس قسم اللغات الشرقية وآدابها في كلية الآداب بجامعة القاهرة بقراءة الأصل الفارسي ثم نشر مقالا في مجلة الراصد - تموز 1991م– وفضح فيه هذه الطبعة المزورة وكشف عن تحريف خطير ومغرض في الترجمة الأردنية بهدف تشويه صورة الخميني وتشويه صورة الشيعة والطعن في مذهبهم.
و يقول: «لاحظت أن هناك أناساً لا يهمّهم أن ينهدم بناء الإسلام نفسه بشرط أن يسقط على أم رأس آية الله خميني، أما والرجل قد لقي ربه فالقضية هنا قضية علمية في حاجه ـ فعلاً ـ الي مدع عام لا ببليوجرافي، بل إلى مدع عام فحسب لأن هذه الترجمة صارت مصدراً لكل ناعق على ثورة إيران الإسلامية وقائدها.»
ثم طُبعت الترجمة الصحيحة المعرّبة لكتاب «كشف الأسرار» مرتين في مكتبة الفقيه في الكويت، ودار المحجة البيضاء في بيروت، لبنان.

## انظر ايضاً
- كتاب الأربعون حديثًا تأليف امام الخميني.
- كتاب روح التوحيد رفض عبودية غير الله تأليف علي الخامنئي.
- كتاب الفقه للمغتربين تأليف علي السيستاني.

## وصلات خارجية
كشف الاسرار-الترجمة الصحيحة غير المحرفة.